# 西张庄站
西张庄站位于河北省秦皇岛市海港区石门寨镇，是大秦铁路的一座火车站，等级为三等站，距大同站641公里，距秦皇岛站12公里，本站及相邻上下行区间均为电气化区段。大秦铁路为煤运铁路，全线不办理客运业务。